# Roger Roemer
Roger Roemer (Diekirch, 10 juli 1921 – Luxemburg-Stad, 7 mei 2007) was een Luxemburgs kunstschilder.

## Leven en werk
Roemer was als schilder autodidact. Hij schilderde onder meer bloemstukken in olieverf. Roemer sloot zich aan bij de Cercle Artistique de Luxembourg (CAL). Hij was penningmeester (1966-1975) en vicevoorzitter (1975-1990) van de kunstenaarsvereniging.
Vanaf 1955 nam Roemer deel aan de jaarlijkse salons van de CAL. Hij exposeerde daarnaast onder meer met Michel Breithoff, Joseph Grosbusch en Michel Heintz in de Oranjerie (1974) en met Josy Jungblut in Galerie La Chapelle (1977) in Mondorf-les-Bains. In december 1972 ontving Roemer uit handen van prinses Marie Astrid van Luxemburg de Prix Grand-Duc Adolphe voor zijn werk.
Roeger Roemer overleed op 85-jarige leeftijd.
- Musée national d'archéologie, d'histoire et d'art: lkl004150